# 浜野達也
浜野 達也（はまの たつや、1994年11月2日 - ）は、ジャパンラグビーリーグワンレッドハリケーンズ大阪に所属するラグビー選手。

## プロフィール
- 愛知県出身[1]。
- ポジションはスクラムハーフ(SH)。
- 身長 164 cm、体重 60 kg
- 自身の強みはフィットネス[2]。

## 略歴
2013年、西陵高校卒業後、明治大学に入る。
2017年、明治大学卒業後、NTTドコモレッドハリケーンズ(現・レッドハリケーンズ大阪)に加入。同年10月1日に行われたジャパンラグビートップリーグ第6節のサントリーサンゴリアス戦に途中出場で公式戦初出場を果たす。